# Kazue
Kazue (jap. かずえ, カズエ) – żeńskie imię japońskie.

## Możliwa pisownia
Kazue można zapisać używając wielu różnych znaków kanji i może znaczyć m.in.:
- 一恵, „pierwsze błogosławieństwo”[1][2]
- 一枝[2]
- 和恵
- 和枝
- 良恵

## Znane osoby
- Kazue Fukiishi (一恵), japońska aktorka
- Kazue Ikura (一恵), japońska seiyū
- Kazue Itō (かずえ), japońska aktorka
- Kazue Komiya (和枝), japońska seiyū
- Kazue Nanjō (和恵), japońska judoka
- Kazue Takahashi (和枝), japońska seiyū